# تفريش الأسنان
تنظيف الأسنان هو جزء من نظافة الفم يتضمن إزالة اللويحات من على سطح الأسنان لمنع تكون التسوس والتهاب اللثة وأمراضها. ينظف الأشخاص أسنانهم بشكل روتيني بالفرشاة والمعجون وخيط تنظيف الأسنان ويُستخدم مُنظف خاص للأطقم السنية، أما طبقات جير الأسنان فلا تُزال بالتنظيف اليومي وإنما يزيلها أطباء الأسنان بمعدات خاصة.

## تنظيف الأسنان باستخدام الفرشاة والخيط
يساعد تنظيف الأسنان الدوري والمنتظم في تقليل كمية البكتريا على سطح الأسنان ما يمنع تكون اللويحات السنية وبالتالي تطور التسوس الذي قد يصل إلى لب السن ويسبب موته.
طوّر العلماء فرشاة تنظيف الأسنان الكهربائية وخُصصت في البداية للأشخاص الذين لا يمتلكون القوة الكافية والكفاءة لتنظيف الأسنان بالفرشاة العادية. ولكن الفرشاة الكهربائية أثبتت جدارتها في التقليل من تجمعات البكتريا واللويحات السنية وتسوس الأسنان عمومًا، فكانت أفضل من الفرشاة العادية وأسهل في الاستخدام، لذلك أصبح استخدامها شائعًا.

### كيفية تنظيف الأسنان[3]
تضمن الطريقة الصحيحة لتنظيف الأسنان بالفرشاة التخلص التام من البكتريا ولويحات الأسنان، وتتضمن الخطوات التالية:
1. ضع كمية قليلة من معجون الأسنان بحجم حبة البازلاء وامسك الفرشاة بزاوية 45 درجة.
2. حرك الفرشاة بلطف على أسطح الأسنان بحركات دائرية.
3. نظف جميع الأسطح السنية بما في ذلك الأسطح اللسانية وتأكد من تنظيف اللسان.

### تنظيف الأسنان بالخيط
تساعد عملية تنظيف ما بين الأسنان في منع تجمعات البكتريا خصوصًا أن هذه المناطق لا تصلها الفرشاة الاعتيادية بسهولة، ويستخدم لهذا الغرض خيط تنظيف الأسنان أو فرشاة رفيعة متخصصة.
لم تُثبت الدراسات أن تقليل التسوس يعتمد على تنظيف الأسنان باستخدام الخيط خصوصًا على أسطح الأسنان الخلفية التي تتضمن الوهدات والأخاديد إذ أن 80% من التسوس يحدث في هذه المناطق.
يمكن استخدام أدوات متخصصة أخرى بالإضافة إلى الفرشاة والخيط مثل المسواك والغرغرة وأجهزة أخرى.

## تنظيف الأسنان الاحترافي
يُنظف طبيب الأسنان أسنان المريض باستخدام أدوات وأجهزة خاصة من طبقات جير الأسنان التي قد تتطور في الأماكن التي يصعب الوصول إليها عند تنظيف الأسنان روتينيًا، غالبًا ما يكون هذا الإجراء وقائيًا لمنع التسوس.
لم تُثبت الدراسات إلى اليوم أهمية تكرار تنظيف الأسنان عند الطبيب كل ستة أشهر وبالوقت نفسه لم يُلاحظ الباحثون أي آثار جانبية للتنظيف، وذلك يُعزى إلى عدم كفاية عدد الدراسات جنبًا إلى جنب مع جودتها.

## الآثار الجانبية
يؤدي تنظيف الأسنان المفرط وغير الصحيح بالفرشاة والخيط إلى التهاب اللثة ونزيفها وتلف مينا الأسنان، لذلك ينصح أطباء الأسنان باتباع التقنيات الصحيحة لتفادي حصول المضاعفات.
أوصت منظمة الصحة العالمية أثناء جائحة كورونا في عام 2020 بتأجيل الفحوصات الروتينية للأسنان وتنظيفها لأن الرذاذ المنتشر في الهواء بعد تنظيف الأسنان من الجير قد ينشر العدوى.